# Tobías Rubio
Tobías Javier Rubio (27 de julio de 2004; Avellaneda (Buenos Aires), Argentina) es un futbolista argentino que se desempeña como defensor. Actualmente se encuentra en Defensa Y Justicia de la Primera División de Argentina.

## Trayectoria

### Racing Club
Debutó el 15 de julio de 2023 ante Rosario Central por la jornada 25 del Campeonato de Primera División en un empate 1-1.

## Clubes

### Estadísticas
Actualizado al último partido disputado el 4 de abril de 2024.
| Club                  | Div.                | Temporada           | Liga  | Liga  | Copas | Copas | Copas internacionales | Copas internacionales | Total | Total |
| Club                  | Div.                | Temporada           | Part. | Goles | Part. | Goles | Part.                 | Goles                 | Part. | Goles |
| --------------------- | ------------------- | ------------------- | ----- | ----- | ----- | ----- | --------------------- | --------------------- | ----- | ----- |
| Racing Club Argentina | 1.ª                 | 2023                | 3     | 0     | 8     | 0     | 2                     | 0                     | 13    | 0     |
| Racing Club Argentina | 1.ª                 | 2024                | 0     | 0     | 9     | 0     | 1                     | 0                     | 10    | 0     |
| Racing Club Argentina | Total club          | Total club          | 3     | 0     | 17    | 0     | 3                     | 0                     | 23    | 0     |
| Total en su carrera   | Total en su carrera | Total en su carrera | 3     | 0     | 17    | 0     | 3                     | 0                     | 23    | 0     |

## Palmarés

### Torneos internacionales
| Título            | Equipo      | Sede     | Año  |
| ----------------- | ----------- | -------- | ---- |
| Copa Sudamericana | Racing Club | Asunción | 2024 |